# Верхняя Жора
Верхняя Жора, Жора де Сус (рум. Jora de Sus) — село в Оргеевском районе Молдавии. Наряду с сёлами Средняя Жора, Нижняя Жора и Лопатна входит в состав коммуны Средняя Жора.

## География
Село расположено на высоте 51 метр над уровнем моря.

## Население
По данным переписи населения 2004 года, в селе Верхняя Жора проживает 903 человека (442 мужчины, 461 женщина).
Этнический состав села:
| Национальность | Число жителей | Процентный состав |
| -------------- | ------------- | ----------------- |
| молдаване      | 894           | 99,0              |
| украинцы       | 4             | 0,44              |
| румыны         | 3             | 0,33              |
| поляки         | 1             | 0,11              |
| гагаузы        | 1             | 0,11              |
| Всего          | 903           | 100 %             |